# Coupe Kirin 1978
 (août 2024).
Si vous disposez d'ouvrages ou d'articles de référence ou si vous connaissez des sites web de qualité traitant du thème abordé ici, merci de compléter l'article en donnant les références utiles à sa vérifiabilité et en les liant à la section « Notes et références ».
La Coupe Kirin 1978 est la première édition de la Coupe Kirin. Elle se déroule en mai 1978, au Japon. Le tournoi se déroule entre la Thaïlande, la Corée du Sud et le Japon, des clubs (1. FC Cologne, Coventry City et SE Palmeiras) et la Japan League XI.

## Résultats

### Groupe A
- 21 mai 1978 : Japon 0-1 Coventry City
- 21 mai 1978 : 1. FC Cologne 5-1 Thaïlande
- 23 mai 1978 : Japon 3-0 Thaïlande
- 23 mai 1978 : 1. FC Cologne 1-1 Coventry City
- 25 mai 1978 : Japon 1-1 1. FC Cologne
- 25 mai 1978 : Coventry City 1-0 Thaïlande

| Équipe        | Pts | J | V | N | D | Bp | Bc | Dif |
| ------------- | --- | - | - | - | - | -- | -- | --- |
| Coventry City | 5   | 3 | 2 | 1 | 0 | 3  | 1  | +2  |
| 1.FC Cologne  | 4   | 3 | 1 | 2 | 0 | 7  | 3  | +4  |
| Japon         | 3   | 3 | 1 | 1 | 1 | 4  | 2  | +2  |
| Thaïlande     | 0   | 3 | 0 | 0 | 3 | 1  | 9  | -8  |

### Groupe B
- 20- 5-1978 : SE Palmeiras 1-0 South Korea
- 21- 5-1978 : Japan League XI 0-1 Borussia Mönchengladbach
- 23- 5-1978 : Borussia Mönchengladbach 4-3 South Korea
- 23- 5-1978 : Japan League XI 1-1 SE Palmeiras
- 25- 5-1978 : Japan League XI 0-3 South Korea
- 25- 5-1978 : Borussia Mönchengladbach 1-1 SE Palmeiras

| Équipe                   | Pts | J | V | N | D | Bp | Bc | Dif |
| ------------------------ | --- | - | - | - | - | -- | -- | --- |
| Borussia Mönchengladbach | 5   | 3 | 2 | 1 | 0 | 6  | 4  | +2  |
| SE Palmeiras             | 4   | 3 | 1 | 2 | 0 | 3  | 2  | +1  |
| Corée du Sud             | 2   | 3 | 1 | 0 | 1 | 6  | 5  | +1  |
| Japan League XI          | 1   | 3 | 0 | 1 | 2 | 1  | 5  | +4  |

### Demi-finales
- 27 mai 1980 : Borussia Mönchengladbach 2-1 1. FC Cologne
- 27 mai 1980 : SE Palmeiras 1-0 Coventry City

### Finale
- 29 mai 1978 : Borussia Mönchengladbach 1-1 ap SE Palmeiras

## Vainqueur
| Vainqueur Coupe Kirin 1978 Borussia Mönchengladbach 1er titre | Vainqueur Coupe Kirin 1978 SE Palmeiras 1er titre |